# Chalcides mertensi
Chalcides mertensi е вид влечуго от семейство Сцинкови (Scincidae). Видът не е застрашен от изчезване.

## Разпространение и местообитание
Разпространен е в Алжир и Тунис.
Обитава гористи местности, места със суха почва, ливади, храсталаци и степи в райони с умерен климат.